# Haridwar
Pour le jeu vidéo, voir Hardwar (jeu vidéo).
Haridwar (hindi : हरिद्वार Haridvār), appelée aussi Hardvar, est une ville de l'Inde, capitale du district de Haridwar dans l'État de l'Uttarakhand. Toute proche de Rishikesh, c'est l'une des sept villes sacrées de l'hindouisme. Tous les douze ans  y a lieu un festival religieux, la Kumbh Mela. La ville est un lieu très important de pèlerinage, car selon la tradition, le fidèle qui se baigne dans le Gange à Haridwar voit ses péchés effacés et échappe au cycle des renaissances dans le monde des formes.

## Géographie
La ville est traversée par le Gange, fleuve qui prend sa source dans l'Himalaya pour couler ensuite dans les plaines.

## Économie
Haridwar est une ville dont le développement industriel, important dans l'Uttarakhand, est promu par l'agence gouvernementale SIDCUL depuis 2002.

## Histoire
La ville de Haridwar est très ancienne. Elle est citée par les voyageurs chinois du VIIe siècle. Elle fut mise à sac par Tamerlan en 1399. Au XIXe siècle, elle fut un important centre des mouvements réformateurs religieux, notamment de l'Ārya-Samāj.
Son nom signifie « Porte de Hari », un des noms de Vishnou. Cependant les shivaïtes nomme la ville Hardvar en honneur à Shiva. La ville porte la présence de la trimurti hindoue: Brahma, Vishnu et Shiva.

## Lieux et monuments

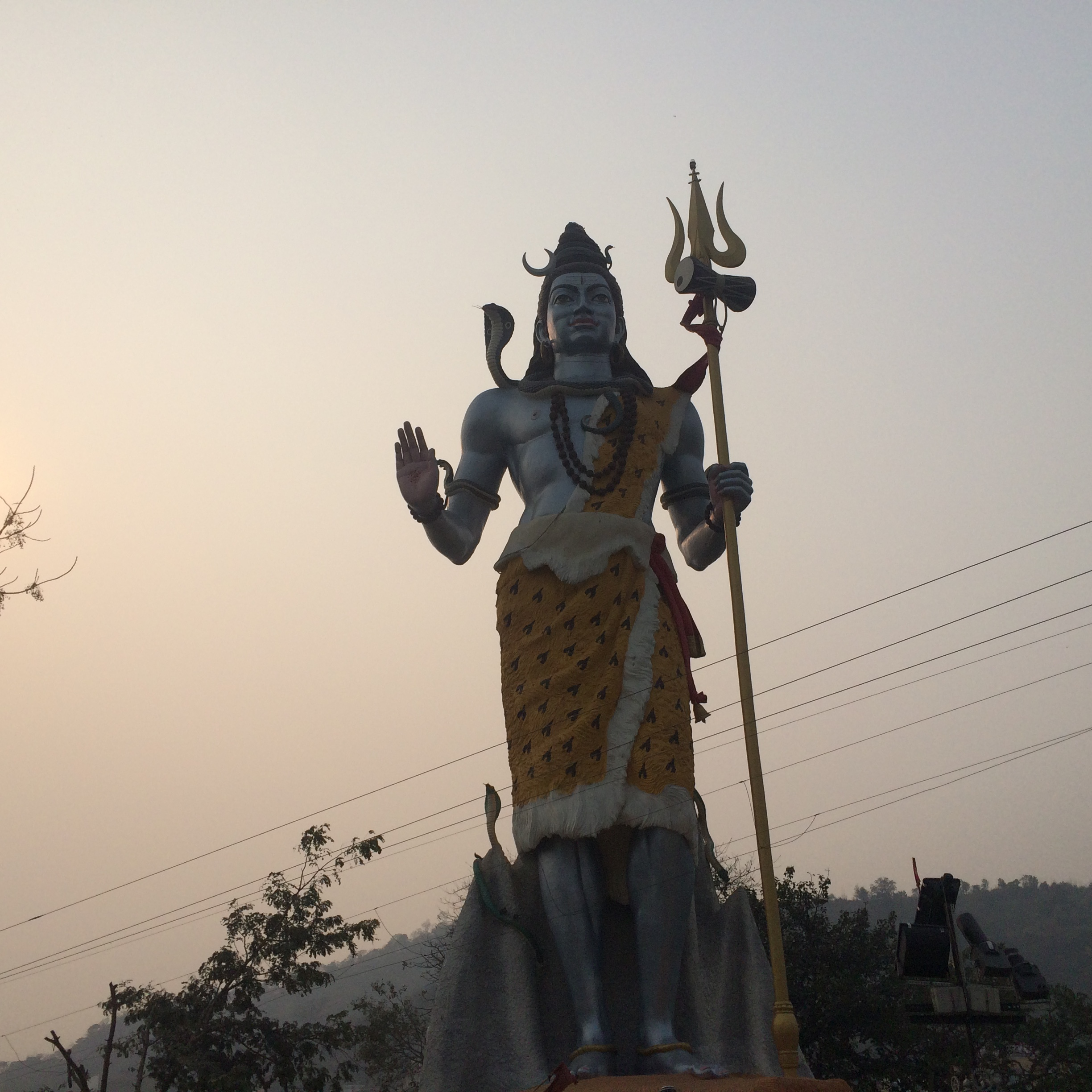
Statue de Shiva à Haridwar.

- Ghât de Har-ki-Pauri : les hindous considèrent que le Gange surgit de l'Himalaya à cet endroit précis. Ce caractère sacré est renforcé par la présence d'une empreinte de pied de Vishnou sur une pierre. De nombreux temples ont été construits en haut des marches du ghât. Les cendres des morts sont immergées ici.

- Temple de Chandi Devi : ce temple se trouve au sommet d'une colline au sud de Haridwar. Il fut construit par le roi du Cachemire Suchat Singh en 1929 et dédié à la déesse Chandi. La statue de la déesse aurait été érigée par Adi Shankaracharya au VIIe siècle.

- Temple de Manasa Devi : construit sur la colline qui surplombe la ville, il est dédié à la déesse-serpent Manasa, une des formes de Durga. L'ascension de la colline se fait soit à pied, soit par un télésiège. La vue sur la ville et la vallée du Gange est excellente.

- Bhimgoda Kund : le nom de ce puits (kund) provient de Bhima, un des cinq Pândava, héros du Mahābhārata, qui l'aurait creusé.

- Ashram de Sapta Rishi : situé à cinq kilomètres de Haridwar, l'ashram est construit sur les rives du Gange. D'après la légende, le Gange se serait séparé ici en sept bras pour ne pas déranger la méditation des sept rishi (saptarṣi) qui priaient là.

- Statue du Seigneur Shiva : voir photo.

## Manifestations
- Ārtī : tous les jours de l'année, à la tombée de la nuit, des dizaines de milliers de personnes se rassemblent pour assister au rituel qui célèbre le Gange. Les croyants font des offrandes au fleuve (souvent des fleurs avec une bougie). Ce rassemblement est très impressionnant par la quantité de personnes présentes tous les soirs.

- Kumbh Mela : tous les douze ans a lieu ce grand pèlerinage qui réunit des millions de personnes. D'après The Imperial Gazetteer of India, on estime à deux millions et demi le nombre de participants en 1796 et à deux millions en 1808[3]. En 1892, une épidémie de choléra écourta le pèlerinage et conduisit les autorités à améliorer l'organisation de cette manifestation[3]. Lors de la Kumbhamela de 1986, cinquante personnes furent tuées lors d'une bousculade.

## Galerie

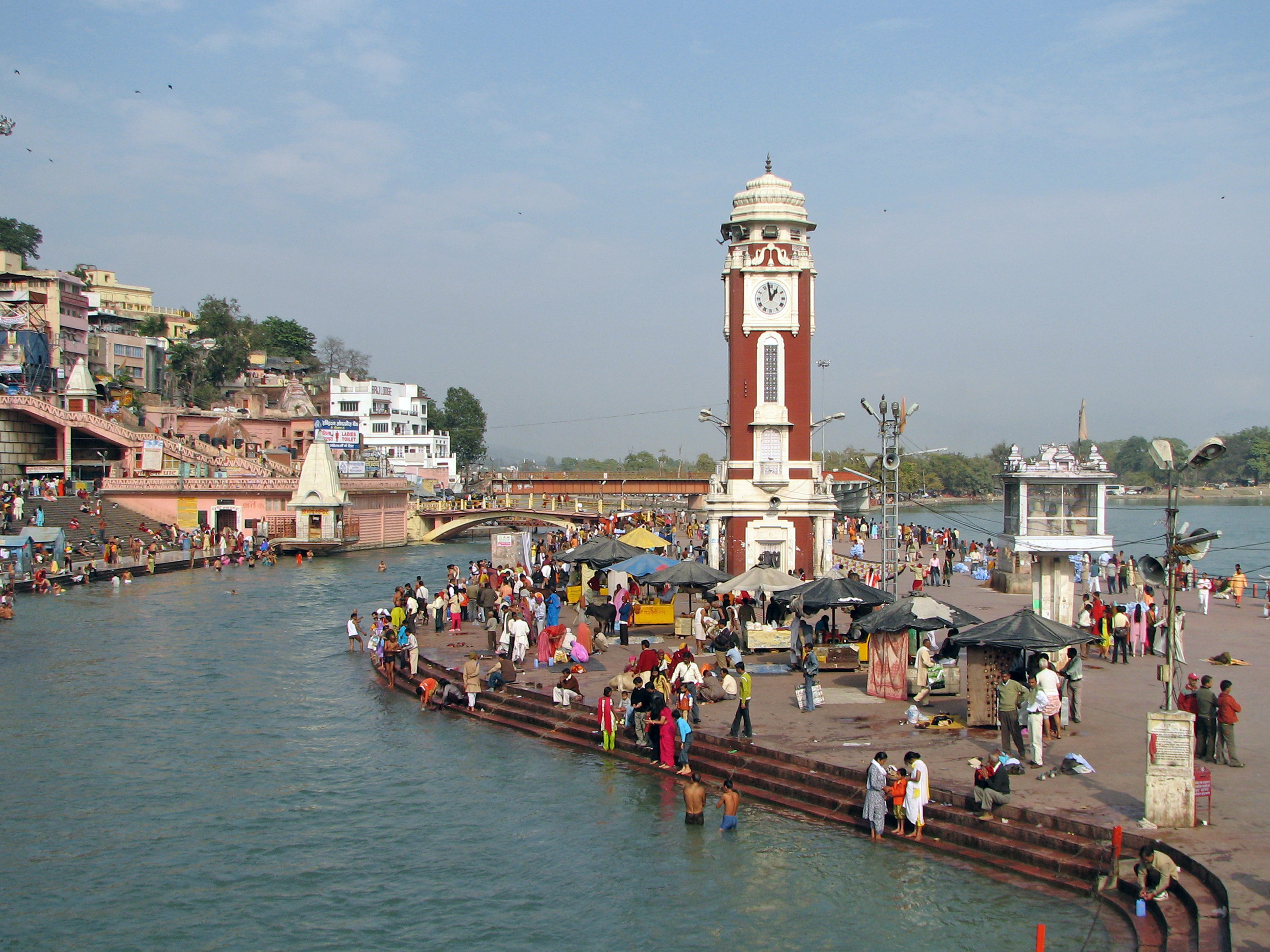
Ghât Har-ki-Pauri et tour de l'Horloge
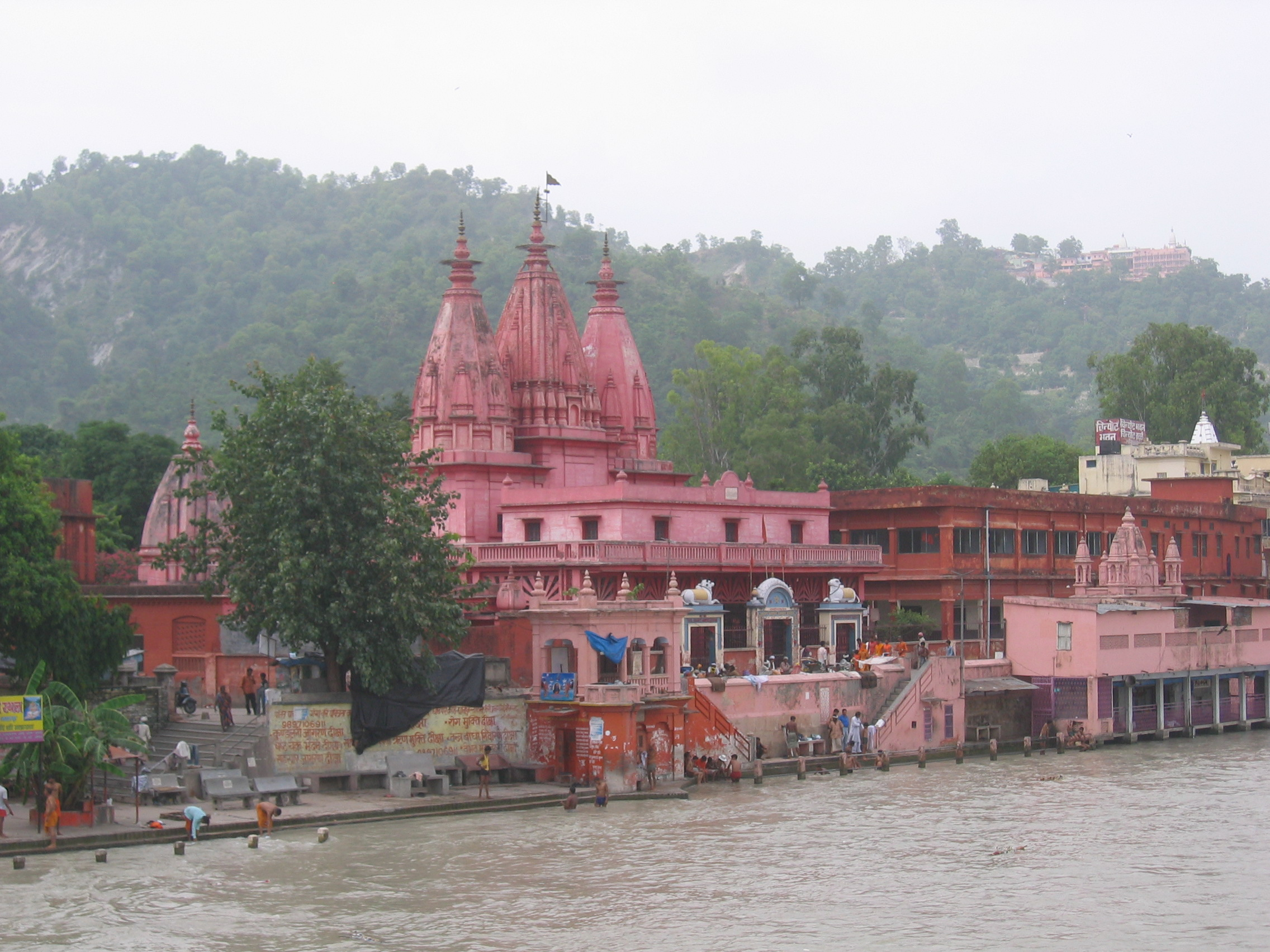
Bholanath Seva ashram
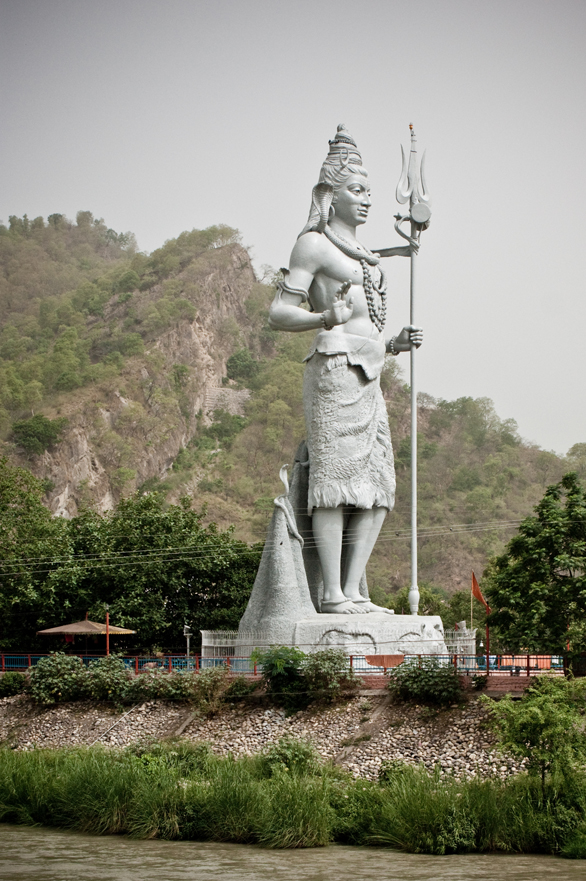
Statue de Shiva
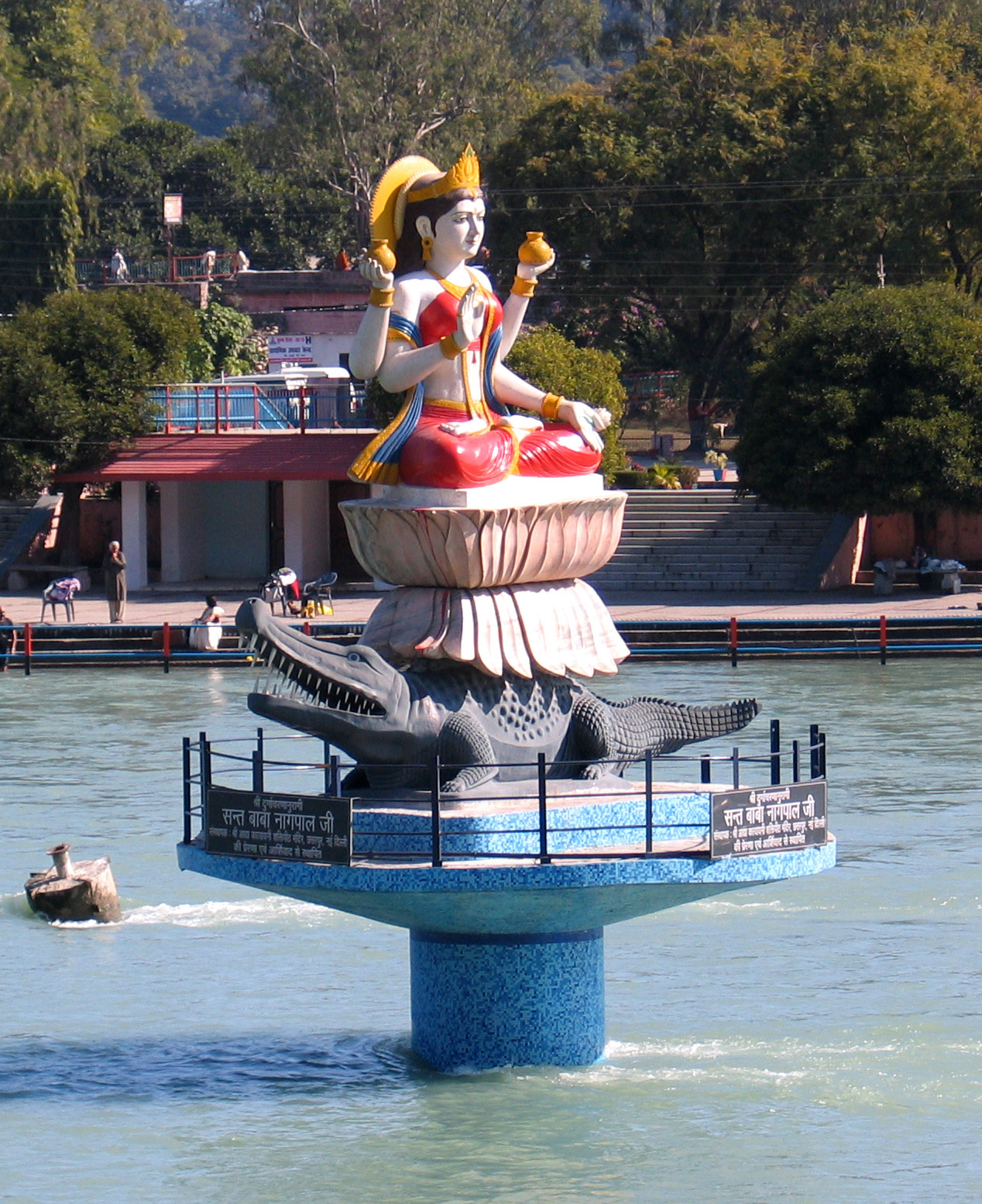
Statue de Ganga au milieu du Gange
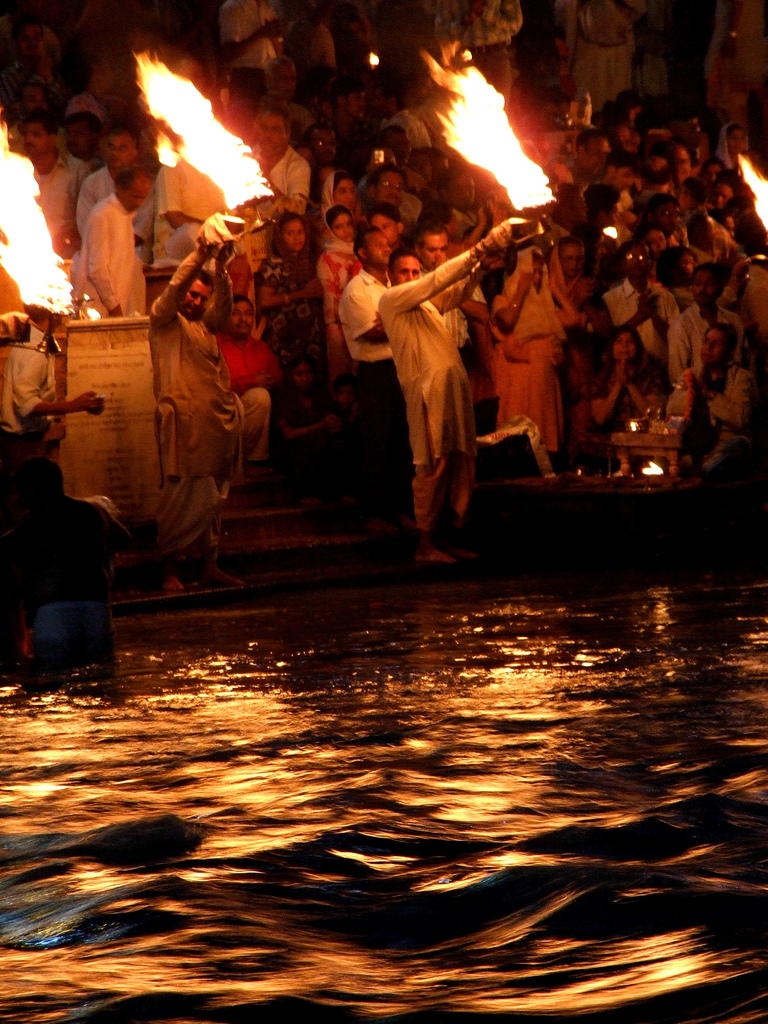
Ārtī sur le ghât Har-ki-Pauri
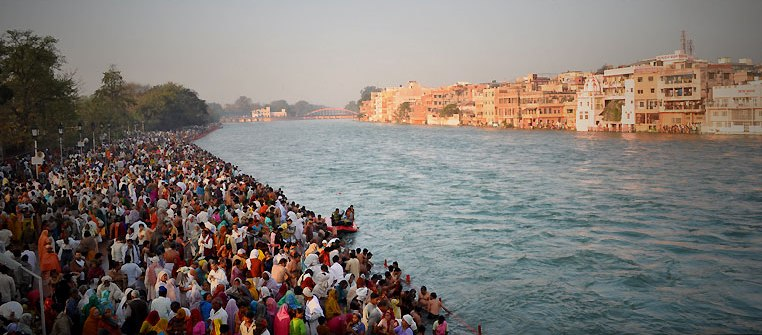
Bain rituel lors de la Kumbhamela de 2010
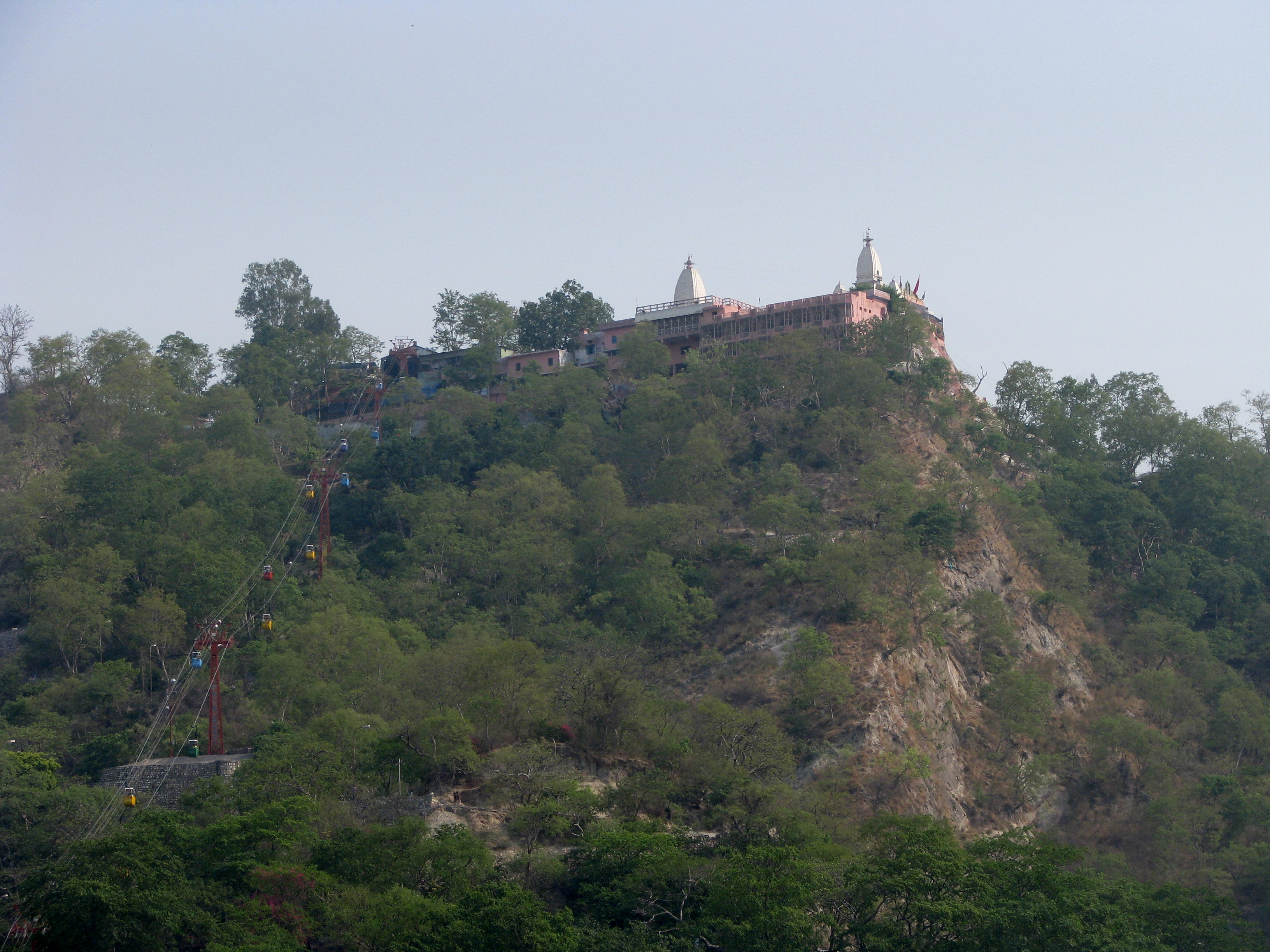
Temple de Manasa Devi
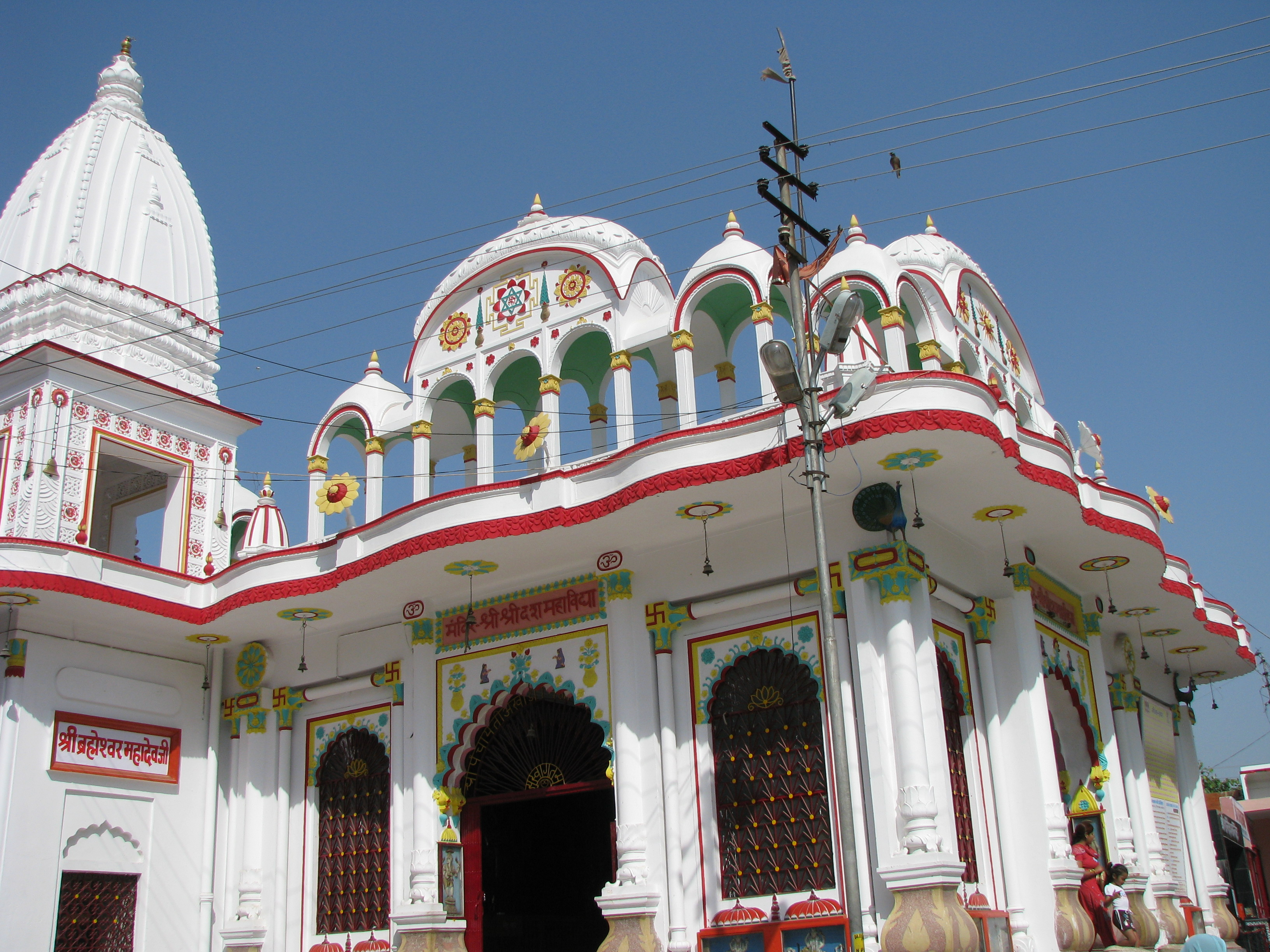
Temple Das Mahavidya